# فيكوروبيلين
فيكوروبيلين مركب من مركبات فيكوبيلين الصباغية، وهو ذو لون برتقالي. يتألف المركب بنيوياً من أربع حلقات بيرول خطية، ويعد حاملاً للون في البكتيريا الزرقاء (الزراقم) وفي الطحالب الحمراء والزرقاء.
يرتبط فيكوروبيلين مع بروتين فيكوإريثرين، وذلك بشكل تساهمي عبر رابطة ثيوإيثر. عند حدوث ذلك الارتباط يبدي المجموع قمة امتصاص عند 495 نانومتر.